# Садовский, Михаил Рафаилович
Михаил (Марк) Рафаилович Садовский (род. 26 марта 1937, Москва) — русский писатель и поэт, драматург. Член Союза писателей России и Союза театральных деятелей России.

## Биография
Родился 26 марта 1937 года в Москве.
В 2000—2018 годах Михаил Садовский жил в США (Нью-Джерси).
С 2018 года живёт в Москве.
Активно публикуется в периодике разных стран мира.

## Творчество
Садовский широко известен творчеством для детей: сборники стихов и прозы — «Лесные бусы», «Когда начинается утро», «Митяй», «Настоящий гром», «Дюртюли», «Зима на колесах»; пьесы для театра — «Волшебная свирель», «Старый фонарщик», «Терёшечка», «Звездный мальчик», «Раз сказка, два сказка», «Вот теперь заживём».
Инсценировка русской народной сказки про Машеньку и медведя для кукольного театра «Не садись на пенек, не ешь пирожок!» была поставлена в первый же год в 15 театрах разных республик Советского Союза. Всего пьесы М. Садовского были поставлены более 100 раз чем в 80-и театрах СССР
Один из основателей театра «Опера кукол» (с В. Лопухиным) в Санкт-Петербурге. Театр был открыт 1 июня 1989 года в Международный день защиты детей на территории Таврического сада.
Начиная с перестроечного времени, в России стали издаваться «взрослые» произведения Михаила Садовского, до того находившиеся под запретом цензуры. Выпущены сборники стихов «Завтрашнее солнце» (1992), «Бобе Лее» (1993), «Доверие» (1998), «Унисоны» (2001), романы «Под часами» (2003), «Ощущение времени» (2010). Когда Садовский был в США, некоторые из его произведений переводили на английский: сборник рассказов «Stepping into the blue» («Голубые ступени», 2004), повесть и рассказы «Those were the years» («Такие годы», 2006), роман «Before it`s too late» («Пока не поздно», 2008).
В январе 2010 в Москве вышла из печати книга «размышлизмов» «Шкаф, полный времени», в которую вошли эссе-размышления, основанные на беседах писателя с соавторами, друзьями — выдающимися людьми России второй половины ХХ — начала XXI века. В 2011 году в Ярославле вышел сборник стихов «Порванное полотно».
В 2013 году в издательстве «Индиго» (Ярославль) вышла книга «Драгоценные строки».
В 2016 году издательство «РЕЧЬ» (Петербург — Москва) издало три книжки для детей — «Что лучше», «Доброе утро», «Доброе сердце».
В 2016 году в издательстве RIDERO опубликованы роман «Под часами» (2 издание), сборник стихов «Биография», сборник рассказов «Четыре дня» и другие
Известны произведения композиторов‑классиков — Грига, Шумана, Мак-Доуэлла, Чайковского, Энеску, Мурадели — в обработке для хора на стихи Михаила Садовского. Издательство MPI (Челябинск) книги вошли в серию «Музыкальная коллекция на стихи поэта М.Садовского», выпускаемую издательством MPI (Мюзик Продакшн Интернейшенел) г. Челябинска. К настоящему времени вышло 12 книг этой серии.
Композитор Сергей Зубковский написал 5 детских хоров на стихи М. Садовского («Солнечная горка», «Радостная песенка», «Скажите, как?», «Руки нас не подведут» и «Осень»), все они опубликованы в сборнике «Песенка хочет всегда быть с тобой» (2022), в 2016 году в Московском Доме композиторов состоялась премьера Концерта для чтеца, хора и фортепиано "Круглый год хоровод" (композитор Владимир Синенко). 
С июня 2012 года в журнале «Алеф» ежемесячно публикуются его размышлизмы об автографах известных людей второй половины XX века и по настоящее время (И. Сельвинского, В. Мурадели, Д. Шостаковича, К. Молчанова, И. Френкеля, М. Светлова, О. Хромушина, Н. Панченко, В.Синенко и др.)
С апреля 2018 года живёт в Москве.
С 2018 года Советник Президента Общенационального Союза некоммерческих организаций по вопросам литературы и искусства.

## Награды, премии
- В 1982 году Победитель (1 место) Всесоюзного Конкурса на лучшую туристскую песню -«Люблю костёр» (композитор Роман Майоров)
- В 2005 году повесть Садовского «Бяша» стала лауреатом «Конкурса на лучшую книгу о животных для детей», объявленного издательством «Олма-пресс», Союзом писателей и Международным советом по детской литературе[1].
- В 2016 году стал лауреатом Международного конкурса в Могилёве — 2 место (рассказы «Как хотела мама», «Все в ответе», «Третья попытка»)
- 1968 год Кандидат технических наук
- 2020 год Академик Российской Муниципальной Академии (РМА)
- 2022 год Медаль — Лауреат премии им. В.П. ТЕРЕХОВА

## Книги Михаила Садовского
- Садовский М Лесные бусы — М.Советская Россия,1968-26 с.
- Садовский М. Конь боевой. — М.: Малыш, 1970. — 17 с.
- Садовский М. Настоящий гром. — М.: Малыш, 1970. — 36 с.
- Садовский М. Зима на колесах. — М.: Детская литература, 1971. — 24 с.
- Садовский М. Митяй. — М.: Малыш, 1972. — 32 с.
- Садовский М. Когда начинается утро. — М.: Детская литература, 1972. — 12 с.
- Садовский М. Дюртюли. — М.: Детская литература, 1974. — 24 с.
- Садовский М. Как выбрать ёлочку. — М.: Малыш, 1982. — 12 с.
- Садовский М. Праздник сентября. — М.: Малыш, 1988. — 26 с.
- Садовский М. Двенадцать егерей. — М.: Малыш, 1990. — 16 с.
- Садовский М. Что снится слону. — М.: Детская литература, 1991. — 16 с.
- Садовский М. Завтрашнее солнце. — М.: Прометей, 1992. — 63 с.
- Садовский М. Бобе Лее. — Ярославль: Нюанс, 1993. — 48 с.
- Садовский М. Доверие. — Тула: Власта, 1998. — 88 с.
- Садовский М. Унисоны. — М.: 1999. — 161 с.
- Садовский М. Под часами. — М.: Зелёный век, 2003. — 205 с. — ISBN 5-901229-04-5.
- Садовский М. Stepping into the blue. — Roberts Publishing, San Marcos, Ca,- 2004 108 p. — ISBN 0-9727046-7-1
- Садовский М. Дорожная азбука в картинках. — М.: ОЛМА-пресс, 2005. — 64 с. — ISBN 5-224-04925-3.
- Садовский М. Those were the years. — Roberts Publishing. 2006, San Marcos, Ca — 203 p. — ISBN 0-9727046-9-8
- Садовский М. Before it`s too late. — Roberts Publishing. 2008, San Marcos. Ca — 219 p. ISBN 0-9727046-8-X
- Садовский М. Порванное полотно. — Ярославль: Индиго, 2011. — 172 с. — ISBN 978-5-91722-058-1.
- Садовский М. Шкаф, полный времени. — Москва, Евразия — пресс 2010—359 с. ISBN 978-5-98170-012-5
- Садовский М. Драгоценные строки. — Ярославль, Индиго, 2013—271 с. — ISBN 978-5-91722-128-1
- Садовский М. Четыре дня. — М.: Издательские решения, 2016. — 176 с. — ISBN 978-5-4474-8614-3.
- Садовский М Такие годы—Ридеро , 2017 — ISBN 978-5-4490-1085-8
- Садовский М Весы времени — Ридеро, 2017- ISBN 978-5-4485-9292-8
- Садовский М Биография -Ридеро, 2016 — ISBN 978-5-4474-7492-8
- Садовский М Пока не поздно, Ридеро 2017 — ISBN 978-5-4490-0835-0
- Садовский М Прошлое без перерыва, Ридеро 2017 — ISBN 978-5-4483-6937-7
- Садовский М Ощущение времени, Ридеро 2017 — ISBN 978-5-4485-0763-2
- Садовский М. Доброе утро, Речь , Петербург 2016.- 978-5-9268-2232-5
- Садовский М. Что лучше, Речь, Петербург 2016 — 978-5-9268-2276-9
- Садовский М. Доброе сердце, Речь, Петербург 2016 — 978-5-9268-2274-5
- Садовский М Бобе Лее, Автограф, Челябинск, 2018 — ISBN 978-5-98518-095-4
- Садовский М Второе начало, Ридеро 2020 — ISBN 978-5-4498-4822-2
- Садовский М. Алгол, Ридеро 2020 — ISBN 978-5-4498-5188-8
- Садовский М. Белые вороны 2020 — ISBN 978-5- 4498-7243-2
- Садовский М. Лесные бусы. Избранное. Стихи для детей. 2020 — ISBN 978-5-00-510229-4
- Садовский М. Я буду музыкантом, Гамма — Пресс ISBN 978-5-9612-0069-0, 2021 1058610
- Садовский М. 2020, Ridero 2021 — ISBN 978-5-00-531477-2
- Садовский М. Голубые ступени Ridero 2021 — ISBN 978-5-00-532111-4
- Садовский М. Вера в сомнение Ridero 2021 — ISBN 978-5-00-555569-4
- Садовский М. Бобе Лее Ridero 2022 — ISBN 978-5-00-591248-0
- Садовский М Шаги и строки Ridero 2023 — ISBN 978-5-00-602979-8
- Садовский М Ноткин дом Гамма-Пресс 2023 — ISBN 978-5-9612-0099-7
- Садовский М Последние вёрсты Ridero 2025 -- ISBN 078-5-0065-4249-5